# Molnár József (katona)
Molnár József (Müller; angolul: Joseph Molnár) (?, 19. század – Cleveland?, 1882 után) magyar honvéd, olasz és amerikai szabadságharcos, polgári foglalkozása üzletember, kereskedő.

## Élete
Erdélyi származású, eredeti neve Müller. Az 1848–49-es forradalom és szabadságharc kezdete előtt Molnár már vagy 10-12 évet szolgált az osztrák seregben, s hadnagyi rangot ért el, de gondolkodás nélkül átállt Kossuth Lajos honvédseregébe. 1849-ben egy kozák lovasrohamnál súlyosan megsebesült. A szabadságharc bukását követő időszakot török internáló táborokban töltötte, végül Gümlekből 1851. július 6-án kelt útra számos emigráns társával együtt a törökök költségén az "Euxine" nevű gőzösön Southamptonba, onnan pedig Amerikába hajózott.
1851 őszén már Chicagóban volt, számos emigránssal (Jekelfalussy Sándor, Kovács Gusztáv, Németh József stb.) ott kívánt letelepedni. Olvashatjuk nevét a Magyar Száműzöttek Lapjában, ő is azok közt volt, akik üdvözölték Duncan Nathaniel Ingraham hajós kapitány tettét, aki megvédett egy magyar származású amerikai állampolgárt (Koszta Márton-ügy).
1859-ben már az itáliai magyar légióban harcolt, 1861-ben belépett a Türr István vezetése alatt álló garibaldista légióba. Amikor a győzelem esélyei szertefoszlottak, 1862-ben visszatért Amerikába, s az északiak oldalán két évig harcolt az amerikai polgárháborúban. 1864-ben St. Louisban (Missouri) üzlete volt, de ezt feladta, s visszatért Chicagóba, ott 1872-1882 közt Utassy Antal fióküzletét vezette. 1882-ben Clevelandben (Ohio) telepedett le.